# Gente Ruthenus, natione Polonus
Gente Ruthenus, natione Polonus  («З роду русин, нації польської», «руського роду, а польського народу») — означення політичної та національної самоідентифікації зпольщених русинів.

## Історія
Авторство історично приписували русько-польському мислителю доби Відродження Станіславу Оріховському, який в умовах зниклої руської державності окреслив нову політичну ідентичність руської шляхти з одночасно сильним усвідомленням свого руського походження, але в той же час визнанням своєї приналежності до «польської політичної нації». Пізніші дослідження цього виразу показали що формулювання яке йому приписують «gente ruthenus, natione polonus» він не вживав, а найбільш наближеним до нього було «gente Roxolani, natione vero Poloni» чи як він сам себе називав «homo ex Ruthenis ortus, Romano tamen ritu». Останнє мало підкреслити? що русини могли бути різного віросповідання. Нині такі трактування Оріховського ставляться під сумнів через його пропольську заангажованість.
Дана самоідентифікація набула широкого поширення в Галичині в XIX ст. серед русинів які свідомо обирали польськість як нову ідентичність і таким чином могли себе реалізувати (І. Вагилевич, О. Криницький, Ю. Лаврівський), а також представників давньої полонізованої руської аристократії які “пригадували” й апелювали до свого руського походження (В. Дідушицький, Ю. Коссак, Л. Сапіга). Наголошення на "руськості" надавало останнім легітимне право представляти руський народ, і при цьому пропагувати поняття “спільної вітчизни” та “братерства” народів в цілях перевести руське питання на польські засади. Зокрема за часів Весни народів вони утворили свій політичний комітет — Руський Собор та його видання — «Дневникъ Рускій», які проте значно поступились у популярності cвятоюрцям і Головній Руській Раді. Не зважаючи на це вони всеодно змогли отримати чільні посади на Слов'янському конгресі у Празі під час дискусії щодо українського питання.

## Сучасність
Нині це і похідні означення вживаються в ретроспективі для окреслення представників полонізованих українських, білоруських і литовських шляхетських родів різних періодів минулого.
Також від нього були утворені похідні «gente ruthenus, natione lithuanus» та «gente polonus, natione lithuanus» для окреслення русинів та поляків які мешкали у Великому князівстві, і попри походження почували себе в першу чергу його громадянами — литвинами.